# NGC 2678
NGC 2678 – gromada otwarta znajdująca się w gwiazdozbiorze Raka. Odkrył ją William Herschel 15 marca 1784 roku. Jest położona w odległości ok. 2,9 tys. lat świetlnych od Słońca.